# 子宮頸
子宮頸（cervix、cervix uteri）是子宮底部狹窄的開口。連接陰道。形狀是圓柱形或圓錐形。突出於陰道壁的前上方。子宮頸大約有一半長度可透過適當醫學儀器看見。

這圖畫表現了女性內生殖器官中輸卵管、卵巢、子宮、子宮頸、陰道的相對位置。

## 解剖性狀

### 外子宮頸與子宮頸口

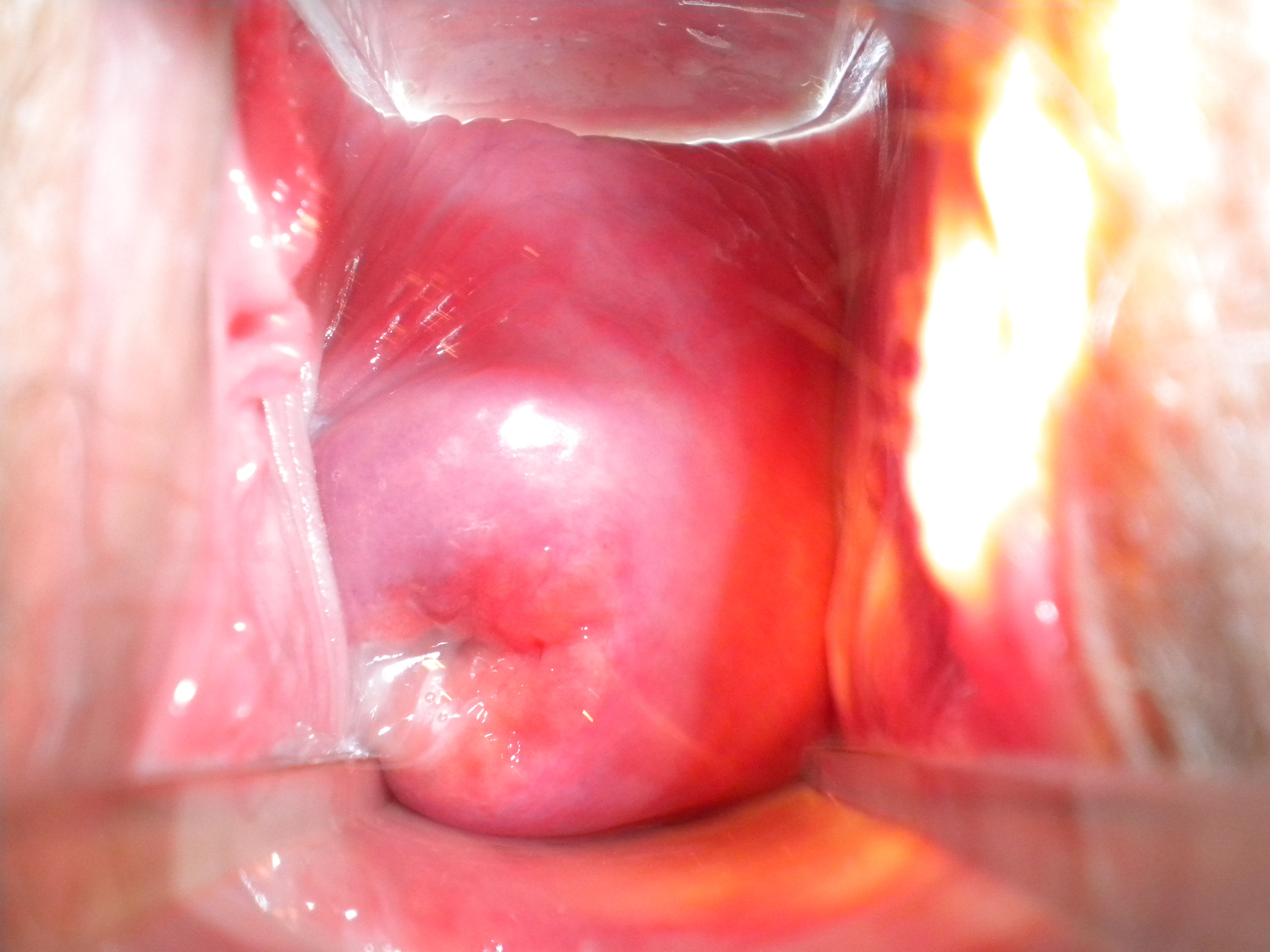
宮頸與宮頸粘膜

子宮頸伸入陰道的部分叫外子宮頸。通常是3公分長，2.5公分寬。外子宮頸有一突出、橢圓形的表面，並且分為前後唇。外子宮頸的開口叫子宮頸口。子宮頸口與外子宮頸形狀與大小隨年紀、荷爾蒙狀態及有否陰道生產而變化。沒有陰道產經驗的女性的子宮頸口是小而圓的。有過陰道產的，外子宮頸較厚，子宮頸口較寬，開口較大，較像蓋子。

### 內子宮頸
子宮頸口與子宮之間是內子宮頸。長度寬度變化很大。形狀扁平。生育年齡女性的內子宮頸的最寬部分長度大約7-8公厘。

## 子宮頸黏液

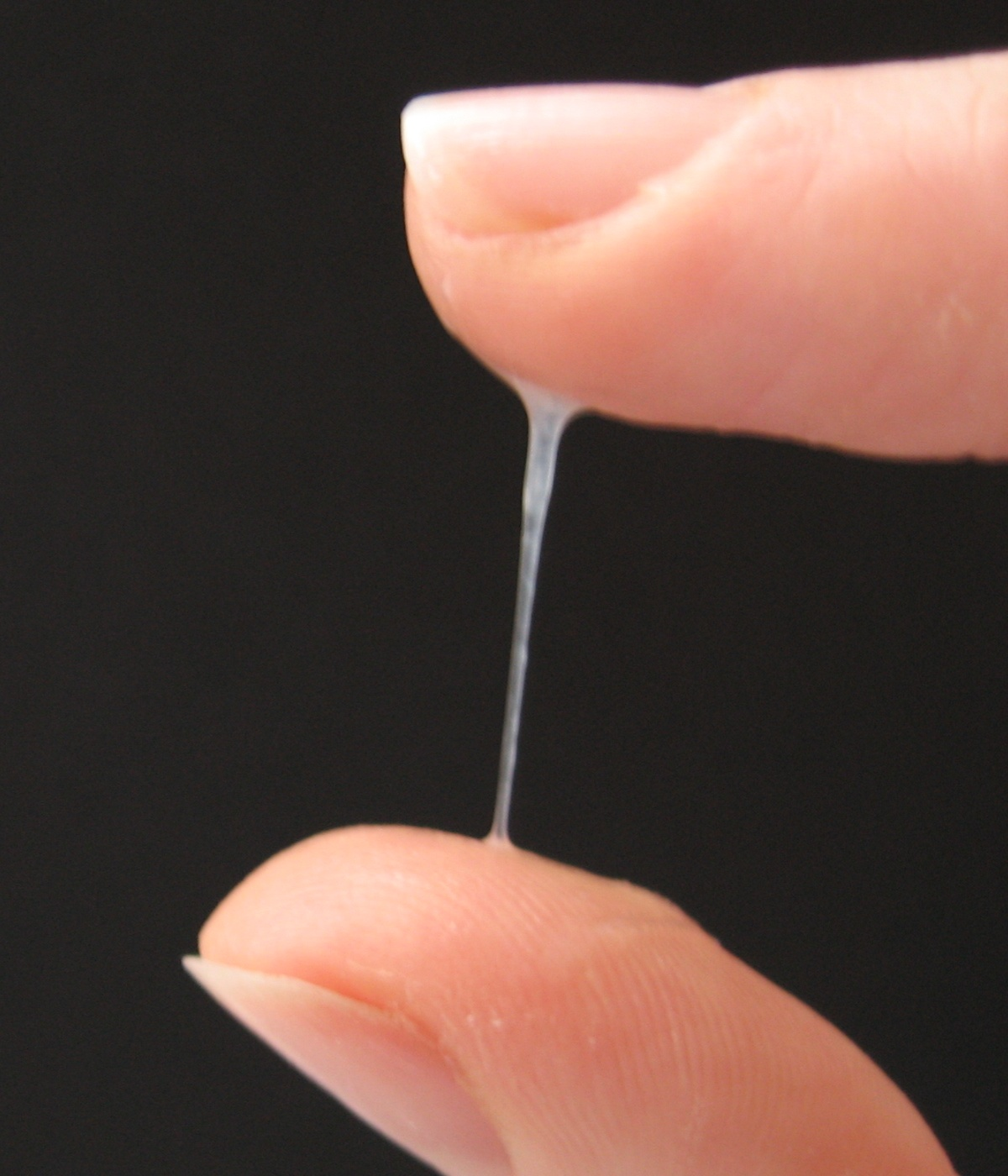
子宮頸黏液

正常的子宮頸口會被一層厚厚的黏液擋住。這層黏液能防止感染。但是黏液在卵子能受孕時會受到黃體素影響而變薄，精子因此能通過。某些口服避孕藥的作用就是使黏液不會變薄，擋住精子。懷孕期間子宮頸會完全被一種抗菌的特殊黏液塞住，直到分娩子宮頸擴張時。

## 功能
性高潮時，子宮頸會收縮，子宮頸口會打開。這個過程的功能至今醫學界仍有爭議。
在月經來潮時，子宮頸會稍微打開，讓子宮內膜剝落。一般相信某些女性月經時的痙攣就是這個過程造成的，因為某些女性生產第一胎後子宮頸口變寬，而且不再有痙攣。
分娩時，子宮的收縮會將子宮頸擴張到10公分以上，以讓胎兒通過。

## 子宮頸癌
人類的子宮頸可能會有子宮頸癌。子宮頸癌可由子宮頸抹片檢查偵測。檢查方法是從子宮頸上收集組織，以觀察上皮細胞。目前有證據顯示暴露在人类乳头瘤病毒之下的女性會增加子宮頸癌機率。此病毒與造成疣的病毒有關。

## 外部連接
- 维基共享资源上的相關多媒體資源：子宮頸

1. ↑  Guyton AC, Hall JE (2005). Textbook of Medical Physiology (11th ed.). Philadelphia, PA: W.B. Saunders. p. 1027. ISBN 978-0-7216-0240-0.